# 푸른 장미

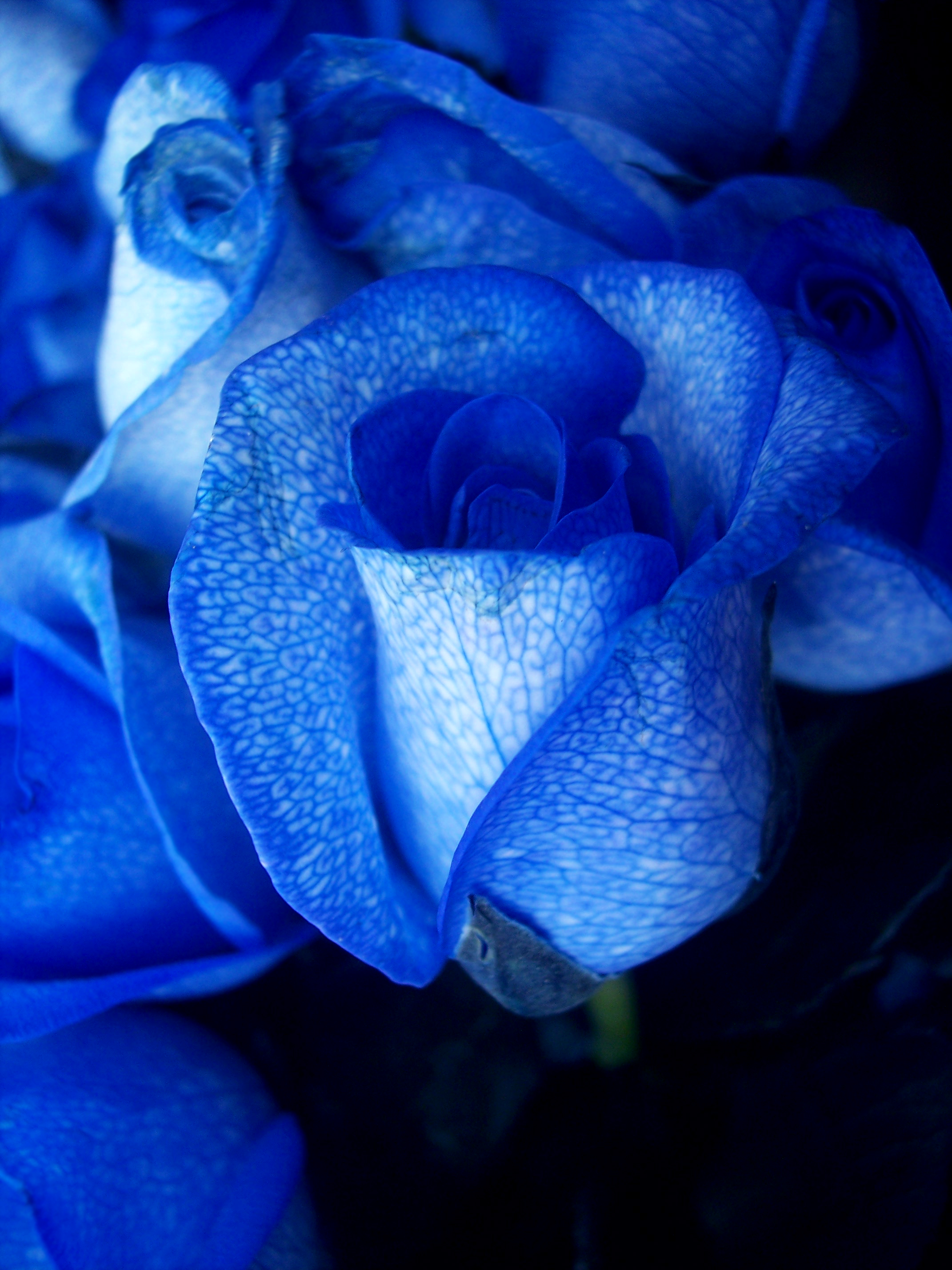
흰 장미를 인공적으로 물들여 만든 푸른 장미

푸른 장미는 원래 흰 장미를 푸른 색으로 염색하여 만들었는데, 이는 장미에는 꽃에 푸른 색을 내게 하는 색소인 델피니딘을 생산하는 유전자가 없기 때문이다. 그러나 오스트레일리아의 회사 플로리진(영어: Florigene)과 일본의 회사 산토리(일본어:サントリー)에서는 13년간의 공동 연구 끝에 유전공학을 이용해 2004년 푸른 장미를 만들어냈다.
푸른 장미는 전통적으로 신비로움이나 불가능한 일을 이루는 것을 의미한다. 또한 그 소유자에게 젊음을 주거나 소원을 이루어주는 것으로 여겨졌다. (슬라브 신화에서는 바바 야가에게 푸른 장미를 바치면 소원이 이루어진다고 한다)
자연적으로 푸른 장미가 만들어지지 못하기 때문에 얻을 수 없는 것, 불가능한 것을 의미하기도 했으나 최근 푸른 장미를 만들어내면서 기적, 이룰 수 있는 것을 의미하는 것으로 바뀌었다. 하지만 푸른 장미는 자연으로부터 비롯된 것이 아니라 인공기술에 의해서 생성된 것이므로, 기적에 가까운 조작, 기획, 설계라는 의미도 내포하는 것 같다. 예를 들면, 산타크로스가 실재하지는 않으나, 아이들에게 꿈과 희망을 심어주기 위해서 산타크로스가 실재한다고 '조작'하는 것이다. 물론 악의적인 목적으로 조작하는 사례도 없지는 않다.

## 같이 보기
- 장미